# Bademli Çayı
Bademli Çayı è un fiume turco tagliato dalla  diga di Bademli. Si getta nel lago di Karataş nella provincia di Burdur. L'emissario del lago di Karataş si getta nell'Eren Çayı, fiume endoreico che si getta nel lago di Burdur.